# Ollinsaari (ö i Norra Österbotten, Koillismaa, lat 66,27, long 29,36)
Ollinsaari är en ö i Finland. Den ligger i sjön Juumajärvi och i kommunen Kuusamo i den ekonomiska regionen  Koillismaa ekonomiska region  och landskapet Norra Österbotten, i den nordöstra delen av landet, 700 km norr om huvudstaden Helsingfors. Öns area är 1 hektar och dess största längd är 230 meter i öst-västlig riktning.